# Иммерсел, Йос ван
Йос ван Иммерсел, также Жос ван Иммерзель (нидерл. Jos van Immerseel; род. 9 ноября 1945, Антверпен) — бельгийский клавесинист, пианист, дирижёр. Видный представитель движения аутентичного исполнительства.
Окончил Антверпенскую консерваторию у Эжена Трая (фортепиано), Флора Петерса (орган), Кеннета Гилберта (клавесин) и Даниэла Стернефелда (дирижирование). В 1964 г. основал ансамбль старинной музыки «Collegium Musicum» и руководил им на протяжении четырёх лет. В 1973 г. был удостоен первой премии на Международном конкурсе клавесинистов в Париже.
Широко гастролирует по Европе, исполняя музыку на исторических инструментах или их копиях. Наряду с барочной музыкой считается специалистом и по венским классикам: в частности, записал все сонаты Бетховена для виолончели и клавира с Аннером Билсмой.
В 1987 году основал оркестр «исторических» инструментов «Anima Eterna». Среди осуществлённых записей в качестве дирижёра — произведения Гектора Берлиоза, Людвига ван Бетховена (все симфонии), А. П. Бородина, Дитриха Букстехуде, Ференца Листа, Феликса Мендельсона, В. А. Моцарта (все фортепианные концерты — пианист и дирижёр; симфонии), Мориса Равеля, Н. А. Римского-Корсакова, П. И. Чайковского, Иоганна Штрауса, Франца Шуберта (все симфонии).
Регулярно сотрудничает с немецкой скрипачкой Мидори Зайлер — и как пианист, и как дирижёр оркестра «Anima Eterna». Альбом Венских скрипичных сонат Моцарта, записанный дуэтом в 2000 году на лейбле Zig Zag, был удостоен награды Diapason d’Or de l’Année в 2002 (CD Mozart. Les grandes sonates viennoises).